# 凡妮莎·帕拉迪丝
凡妮莎·尚塔尔·帕拉迪丝（Vanessa Chantal Paradis，法語發音：[vanɛsa ʃɑ̃tal paʁadi]，1972年12月22日—）是一位法国歌手，模特和演员。她14岁时凭借单曲《Joe le taxi》而成为红遍欧洲的童星。自1991年以来，帕拉迪丝一直是香奈兒的宣傳模特兒。
1998年到2012年她曾与演员约翰尼·德普保持恋人关系。帕拉迪丝的妹妹艾莉森·帕拉迪斯，是一位法国女演员。

## 个人生活
1988年到1991年，帕拉迪丝与法国歌手法羅倫特帕格尼恋爱。1992年，她开始与藍尼·克羅維茲约会。后来，她和法国的斯洛文尼亚裔演员斯坦尼斯拉斯·梅爾哈传出恋情，直到1998年分手。
1998年到2012年，帕拉迪丝一直保持着与美国演员约翰尼·德普的戀人关系。他们有一个女儿莉莉-蘿絲·戴普（生于 1999年5月27日），一个儿子約翰克里斯托弗德普三世（2002年4月9日生于法国巴黎）。2012年1月傳出他们分居的传言，德普最初予以否認，两个人都说试图修复他们的关系。直到6月19日，德普的发言人宣布他们正式分手。

## 唱片
录音室专辑
- 1988: M&J
- 1990: 同一個愛你的變奏曲
- 1992: 凡妮莎·帕拉迪絲
- 2000: 極樂
- 2007: 神聖的田園詩

## 影视作品
| 年份 | 片名                  | 角色             | 备注                                       |
| 1989 | 白色婚禮              | 瑪蒂爾德泰西爾   | - 凱撒獎最有前途女演員 - 羅密·施耐德大獎賽 |
| 1995 | 埃麗莎                | 瑪麗·德穆蘭      |                                            |
| 1998 | 快樂(及其小的不便)    | 新時代之聲(配音) | 原標題: 快樂(和它的小麻煩)                 |
| 1998 | 二分之一的機會        | 愛麗絲·托馬索    |                                            |
| 1997 | 魔女的愛              | 摩根妮           |                                            |
| 1999 | 橋上的女孩            | 阿黛爾           | 原標題: 橋上的女孩                         |
| 2004 | 詹姆斯巴特爾歸來      | 康西亞           | 原標題: 詹姆斯·巴塔耶的回歸                |
| 2004 | 我的天使              | 科萊特           |                                            |
| 2005 | 魔術環島              | 瑪戈特(配音)     |                                            |
| 2006 | 私人玫瑰              |                  | 電視電影                                   |
| 2007 | 鑰匙                  | 塞西爾           | 原標題: 鑰匙                               |
| 2010 | 戀愛救火隊 傷心欲絕   | 朱麗葉范德貝克   | 原標題: 傷心欲絕                           |
| 2010 | 巴黎魅影 巴黎的怪物   | 露西爾           | 後期製作 原標題: 巴黎的怪物                |
| 2011 | 花神咖啡館 法洛拉咖啡 | 杰奎琳           | - 最佳女主角精靈獎 - 最佳女演員朱陀獎      |